# Phaseolidae
Phaseolidae zijn een familie van tweekleppigen uit de orde Nuculanida.

## Geslachten
- Lametila Allen & Sanders, 1973
- Phaseolus Monterosato, 1875 †